# Allegoria (Uffizi)
Allegoria è un dipinto a olio su tavola di quercia (30x23 cm) attribuito a Ridolfo del Ghirlandaio, databile al 1498 circa e conservato nella Galleria degli Uffizi a Firenze.

## Storia
L'opera subì varie vicende attributive prima di assestarsi sul nome di Filippino Lippi: già riferita a Leonardo da Vinci e a un ignoto pittore del XV secolo, fu riferito dal Venturi a un miniatore. Riconsiderazioni più recenti l'hanno infine attribuita a Ridolfo del Ghirlandaio.

## Descrizione e stile
Sullo sfondo di Firenze vista da uno dei suoi colli, un personaggio con le gambe legate da un serpente si avvicina a un uomo anziano vestito di rosso e seduto ai piedi di un albero, che ha in mano alcune saette. Poco avanti si trova un piccolo ermellino, simbolo di purezza.
Lo stesso personaggio si vede poi in primo piano mentre è già caduto a terra e dalla giubba aperta esce il solito serpente che gli cinge la vita e lo guarda minaccioso. Dalla sua bocca escono le parole "NULLA DETERIOR PESTIS Q. FAMILIARIS INIMICUS", che vanno a finire vicino all'uomo vestito di rosso.
Il soggetto è stato variamente interpretato: come la storia del Laocoonte o come allegoria di due fratelli nemici (a cui farebbe pensare l'iscrizione) o, più probabilmente, come ipotizzò Luciano Berti, è da mettere in relazione con le lotte civili legate alla presa del potere e caduta di Savonarola a Firenze, come farebbe pensare l'evidente sfondo che, nell'arte antica, non è mai una semplice decorazione. Un'altra interpretazione lega la tavoletta ai dissidi interni tra i cugini della famiglia Medici, Piero il Fatuo e Lorenzo il Popolano, soprattutto riguardo al momento della seconda cacciata e della calata di Carlo VIII di Francia.
L'uomo vestito di rosso sarebbe il Dio Onnipotente o Giove e l'uomo sembra avvicinarsi a lui, quindi al paganesimo, con le gambe legate dal serpente, simbolo del diavolo, che lo farà poi inciampare.